# Mono (brytyjski zespół muzyczny)
Mono – brytyjska grupa muzyczna tworząca trip hop, utworzona w Londynie w 1996 r. przez Siobhanę de Maré i Martina Virgo. Zadebiutowali piosenką "Life in Mono", którą w 1998 r. wybrano na soundtrack do filmu "Wielkie nadzieje". Wydali album Formica Blues i wzięli udział w tworzeniu Psycho: Music from and inspired by the Motion Micture.
Grupa istniała do 2000 roku.